# Jamie Thomas King
Jamie Thomas King es un actor británico.

## Biografía
Es hijo del director Christopher King y la escritora Laura Lamson, tiene un hermano Matthew King.
Estudió en la "London Academy of Music and Dramatic Art" durante res años.
En el 2009 comenzó a salir con la actriz canadiense Rachelle Lefevre, pero la relación terminó más tarde.

## Carrera
En el 2007 se unió al elenco de la primera temporada de la serie The Tudors donde interpretó al poeta y diplomático inglés Thomas Wyatt, uno de los hombres al servicio del rey Enrique VIII (Jonathan Rhys Meyers), hasta la segunda temporada en el 2008.
En el 2011 apareció en la película Tinker Tailor Soldier Spy donde dio vida a Kaspar. Ese mismo año se unió al elenco de la miniserie Marchlands donde interpretó a Paul Bowen, el gerente del molino local e hijo de Robert Bowen (Denis Lawson). También apareció en la película The Legend of Hell's Gate: An American Conspiracy donde interpretó a John Henry "Doc" Holliday.
En el 2012 apareció en la película Storage 24 donde interpretó a Chris, el novio de Nikki (Laura Haddock). 
Ese mismo año apareció en Tower Block donde interpretó al empleado Ryan.
En el 2014 se unió al elenco de la película Gunpowder 5/11: The Greatest Terror Plot donde interpretó a Thomas Wintour, uno de los miembros de la conspiración de la pólvora.

## Filmografía

### Series de televisión
| Año         | Título                | Personaje           | Notas                                           |
| ----------- | --------------------- | ------------------- | ----------------------------------------------- |
| 2013        | Air Force One Is Down | Steven Featherstone | 2 episodios - miniserie                         |
| 2013        | Call the Midwife      | Douglas Roberts     | episodio # 2.4                                  |
| 2011        | Marchlands            | Paul Bowen          | 5 episodios - miniserie                         |
| 2009        | Mad Men               | Guy Mackendrick     | episodio "Guy Walks Into an Advertising Agency" |
| 2009        | Private Practice      | Brandon             | episodio "What Women Want"                      |
| 2008        | CSI: Miami            | Dennis Chilton      | episodio "Power Trip"                           |
| 2008        | The Cleaner           | Chris               | episodio "The Eleventh Hour"                    |
| 2007 - 2008 | The Tudors            | Thomas Wyatt        | 14 episodios                                    |
| 2004        | Casualty              | Jamie Canning       | episodio "A Life Lost"                          |
| 2003        | Midsomer Murders      | Steven Curtis       | episodio "The Green Man"                        |
| 2003        | Bad Girls             | Tony Verrall        | 6 episodios                                     |
| 2001        | Shades                | Josh MacIntyre      | episodio # 1.6 - miniserie                      |

### Películas
| Año  | Título                                            | Personaje           | Notas                                                                                         |
| ---- | ------------------------------------------------- | ------------------- | --------------------------------------------------------------------------------------------- |
| 2014 | Gunpowder 5/11: The Greatest Terror Plot          | Thomas Wintour      | junto a Jamie Maclachlan, Joseph Kennedy, Charles Aitken, Ken Drury y Adam James              |
| 2014 | Mr. Turner                                        | David Roberts       | junto a Timothy Spall, Paul Jesson, Dorothy Atkinson, Karl Johnson y Lesley Manville          |
| 2012 | Tower Block                                       | Ryan                | junto a Sheridan Smith, Ralph Brown, Russell Tovey, Jack O'Connell, Jill Baker y Julie Graham |
| 2012 | Storage 24                                        | Chris               | junto a Noel Clarke, Colin O'Donoghue, Laura Haddock, Alex Price y Ned Dennehy                |
| 2012 | Grimm's Snow White                                | Príncipe Alexander  | junto a Eliza Bennett, Jane March, Otto Jankovich, Ben Maddox y Sebastian Wimmer              |
| 2011 | Tinker Tailor Soldier Spy                         | Kaspar              | junto a Gary Oldman, Toby Jones, Ciarán Hinds, Colin Firth y Benedict Cumberbatch             |
| 2011 | The Legend of Hell's Gate: An American Conspiracy | John "Doc" Holliday | junto a Eric Balfour, Henry Thomas, Jenna Dewan, Summer Glau y Kevin Alejandro                |
| 2011 | Like Crazy                                        | Elliot              | junto a Anton Yelchin, Felicity Jones, Jennifer Lawrence, Charlie Bewley y Alex Kingston      |
| 2010 | Day One                                           | Hugh                | junto a Xander Berkeley, Jason Brooks, Adam Campbell, Andrea de Oliveira y Tim Draxl          |
| 2008 | Lost City Raiders                                 | Thomas Kubiak       | junto a James Brolin, Ian Somerhalder, Bettina Zimmermann, Elodie Frenck y Jeremy Crutchley   |
| 2006 | Vampire Diary                                     | Adam                | junto a Anna Walton, Morven Macbeth, Kate Sissons, Justin McDonald y Keith-Lee Castle         |
| 2006 | Tristan + Isolde                                  | Anwick              | junto a James Franco, Sophia Myles, Rufus Sewell, Mark Strong, Henry Cavill y Ronan Vibert    |
| 2005 | The River King                                    | Harry McKenna       | junto a Edward Burns, Jennifer Ehle, Thomas Gibson, Rachelle Lefevre y Julian Rhind-Tutt      |

### Teatro
| Año  | Título           | Personaje | Director        | Teatro                 | Notas                                                       |
| ---- | ---------------- | --------- | --------------- | ---------------------- | ----------------------------------------------------------- |
| 2015 | Love's Sacrifice | Fernando  | Matthew Dunster | -                      | junto a Jonathan McGuinness, Catrin Stewart y Matthew Kelly |
| -    | The History Boys | Dakin     | -               | Royal National Theatre | -                                                           |

## Premios y nominaciones
| Año  | Categoría                                                                           | Premio               | Películas | Resultado |
| ---- | ----------------------------------------------------------------------------------- | -------------------- | --------- | --------- |
| 2006 | Best Acting Ensemble (Mickey Rourke, Clive Owen, Jessica Alba, Benicio Del Toro...) | Critics Choice Award | Sin City  | Nominados |